# Wilhelm Rager
Wilhelm Rager (* 14. November 1941 in Vöcklamarkt; † 21. März 2023 in Schärding) war ein österreichischer Pädagoge, Lyriker und Heimatforscher.

## Leben
Rager besuchte Gymnasien in Salzburg und Vöcklabruck. 1959 machte er Matura in Vöcklabruck und studierte anschließend Germanistik und Anglistik an der Universität Wien. Nach seiner Lehramtsprüfung für Deutsch und Englisch arbeitete er an einer nicht abgeschlossenen Dissertation über die Dialogliteratur der Barockzeit bei Werner Welzig und schrieb zunächst  Lyrik und Prosa, die zum Teil erst wesentlich später publiziert wurde.
Von 1969 bis zu seiner Pensionierung im Jahr 2000 war Rager als AHS-Lehrer am Gymnasium Schärding tätig. Er war bis zu seinem Tod mit der Malerin Sonja Krünes-Rager verheiratet und hat zwei Kinder.
Neben der Arbeit im Bereich der Lyrik, die er besonders seiner Auseinandersetzung mit dem Erleben der Natur widmete, pflegte er eine enge Zusammenarbeit mit dem Heimathaus Schärding im Bereich der regionalen Archäologie (z. B. Ausgrabung einer Römervilla in Antiesenhofen). 
Er gehörte der Innviertler Künstlergilde als Gildenmeister der Sparte Literatur an.

## Publikationen (Auswahl)
- "Vor der großen Stille", Lyrik, Verlag edition linz, Bibliothek der Provinz, 1999 ISBN 978-3-85252-310-1
- "Katzenleben. Leben mit Katzen", lyrische Texte, edition innsalz,  2004 ISBN 978-3-900050-13-9
- Seit 1987 Veröffentlichungen in den Jahrbüchern der Innviertler Künstlergilde und Anthologien

## Auszeichnungen
Rager war Preisträger des Wilhelm-Szabo-Lyrikpreises 2002 und des Wettbewerbs der "Nationalbibliothek des deutschsprachigen Gedichts" 2003 und 2010.